# Kristvallabrunn
Kristvallabrunn är en tätort i Nybro kommun i Kalmar län (Kristvalla socken). Närmaste kyrka är Kristvalla kyrka.

## Historik
Namnet Kristvallabrunn har sitt ursprung i den källa på Rössbo Slätas ägor som på 1700-talet blev känd som surbrunn med hälsobringande vatten. På 1850-talet blev Lorenz Pettersson från Norra Kopparbo ägare till källan och lät inrätta en kurbrunn med vattendrickning och bad vid källan. Källan hade sin storhetstid under 1870- och 1880-talen med uppåt 300 brunnsgäster per år. Framväxten av Nybro kallvattenkuranstalt minskade dock Kristvallabrunns popularitet, och efter en brand som förstörde anläggningen på 1890-talet återuppbyggdes den inte. Idag finns bara allén till anläggningen kvar och en brunnspaviljong, som 1959 lät uppföras över den gamla brunnen.

### Befolkningsutveckling
| Befolkningsutvecklingen i Kristvallabrunn 1965–2020 | Befolkningsutvecklingen i Kristvallabrunn 1965–2020 | Befolkningsutvecklingen i Kristvallabrunn 1965–2020 | Befolkningsutvecklingen i Kristvallabrunn 1965–2020 | Befolkningsutvecklingen i Kristvallabrunn 1965–2020 |
| --------------------------------------------------- | --------------------------------------------------- | --------------------------------------------------- | --------------------------------------------------- | --------------------------------------------------- |
|                                                     |                                                     |                                                     |                                                     |                                                     |
| År                                                  |                                                     |                                                     | Folkmängd                                           | Areal (ha)                                          |
| 1965                                                | 1965                                                |                                                     | 233                                                 |                                                     |
| 1970                                                | 1970                                                |                                                     | 306                                                 |                                                     |
| 1975                                                | 1975                                                |                                                     | 214                                                 |                                                     |
| 1980                                                | 1980                                                |                                                     | 286                                                 |                                                     |
| 1990                                                | 1990                                                |                                                     | 294                                                 | 59                                                  |
| 1995                                                | 1995                                                |                                                     | 311                                                 | 60                                                  |
| 2000                                                | 2000                                                |                                                     | 287                                                 | 60                                                  |
| 2005                                                | 2005                                                |                                                     | 262                                                 | 60                                                  |
| 2010                                                | 2010                                                |                                                     | 246                                                 | 60                                                  |
| 2015                                                | 2015                                                |                                                     | 245                                                 | 62                                                  |
| 2020                                                | 2020                                                |                                                     | 221                                                 | 62                                                  |
| Anm: Ny tätort 1965                                 |                                                     |                                                     |                                                     |                                                     |

## Utbildning
Kristvallabrunnsskolan (F-6).

## Näringsliv
Samhällets näringsliv har tidigare dominerats av träindustriverksamhet, men detta har med tiden ändrats. Bland annat har här funnits två sågverk, ett åkeri, en smedja, ett kycklingslakteri, en mekanisk verkstad och mejeri. Sågverket Valters Trä AB lades ner 1 februari 2000. Förpackningsföretaget Facino Produktion AB (Partner Pack i Kristvalla AB) köptes 9 juli 2014 av Kiviks Musteri. Företaget producerade förpackningar till dryckesindustrin men anläggningen i Kristvallabrunn stängdes 2018 på grund av vikande försäljningssiffror. I norra delen av samhället ligger träindustrin Skogstorp svarveri. År 2013 öppnade ett nytt mejeri, Rössbo Övra Gårdsmejeri.